# Episodi di Vietnam addio (terza stagione)
La terza stagione della serie televisiva Vietnam addio è stata trasmessa in anteprima negli Stati Uniti d'America dalla CBS tra il 23 settembre 1989 e il 28 aprile 1990.
| nº | Titolo originale                            | Titolo italiano | Prima TV USA      | Prima TV Italia |
| -- | ------------------------------------------- | --------------- | ----------------- | --------------- |
| 1  | The Luck                                    |                 | 23 settembre 1989 |                 |
| 2  | Doc Hock                                    |                 | 30 settembre 1989 |                 |
| 3  | The Ties That Bind                          |                 | 7 ottobre 1989    |                 |
| 4  | Lonely at the Top                           |                 | 14 ottobre 1989   |                 |
| 5  | A Bodyguard of Lies                         |                 | 28 ottobre 1989   |                 |
| 6  | A Necessary End                             |                 | 4 novembre 1989   |                 |
| 7  | Cloud Nine                                  |                 | 11 novembre 1989  |                 |
| 8  | Thanks for the Memories                     |                 | 18 novembre 1989  |                 |
| 9  | I Am What I Am                              |                 | 2 dicembre 1989   |                 |
| 10 | World in Changes                            |                 | 9 dicembre 1989   |                 |
| 11 | Green Christmas                             |                 | 23 dicembre 1989  |                 |
| 12 | Odd Man Out                                 |                 | 6 gennaio 1990    |                 |
| 13 | And Make Death Proud to Take Us             |                 | 20 gennaio 1990   |                 |
| 14 | Dead Man Tales                              |                 | 3 febbraio 1990   |                 |
| 15 | Road to Long Binh                           |                 | 10 febbraio 1990  |                 |
| 16 | Acceptable Losses                           |                 | 17 febbraio 1990  |                 |
| 17 | Vietnam Rag                                 |                 | 24 febbraio 1990  |                 |
| 18 | War Is a Contact Sport                      |                 | 24 marzo 1990     |                 |
| 19 | Three Cheers for the Orange, White and Blue |                 | 14 aprile 1990    |                 |
| 20 | The Raid                                    |                 | 28 aprile 1990    |                 |
| 21 | Payback                                     |                 | 28 aprile 1990    |                 |